# プジョー・504
プジョー504（Peugeot 504 ）は、フランスの自動車会社、オートモビル・プジョーが1968年から1983年まで製造・販売した中型乗用車（アルゼンチンでは1999年までライセンス生産が続けられた）。

## 概要
吊り目のヘッドライトと途中からスロープ状になったトランクのデザインが特徴的なスタイルは、前身の404（その後も長く並行生産された）同様、イタリアのカロッツェリア、ピニンファリーナによるデザインである。技術的にはサスペンションが4輪独立懸架になったことが特徴であったが、後に登場するワゴンやセダンの廉価モデルではリジッド式が用いられた。全体的に手堅い設計であったが、美しいスタイルとバランスの取れた良識的な設計が評価され、同年のヨーロッパ・カー・オブ・ザ・イヤーを受賞した。
当初のエンジンは直列4気筒OHV1,800ccで、キャブレター仕様とインジェクション仕様があったが、後に2,000ccガソリン、2,100cc/2,300ccディーゼルも追加された。セダンの他、ワゴンやピックアップ、そして同じくピニンファリーナのデザインによる美しいクーペとカブリオレがあった。クーペとカブリオレには1974年に、ルノー・ボルボと共同開発したV6エンジン付きモデルも登場した。
耐久性に優れ、アフリカや中南米でも多数がライセンス生産されタクシーにも広く用いられた他、サファリラリーでも好成績を収めた。
1979年に後継モデルの505が登場、先代の404同様、徐々にバリエーションを縮小して世代交代した。日本には当初ではジャガーの総代理店として知られた新東洋企業によってガソリンエンジンの対米仕様（丸型4灯ヘッドライト）が極く少数輸入されたが、1973年ころに輸入中止となった。しかし輸入権を引き継いだセゾングループの西武自動車販売が、1980年になって2,300ccディーゼルを積む504Dの輸入を開始、排ガス規制の対象外であることからほぼ英国仕様のまま（ヘッドライトも）の姿でありながら、右ハンドル、AT、クーラー、パワーステアリング付きで300万円を切る価格であったことから好評で、当時としては比較的多数が輸入された。
しかし、この504Dのクーラーはグローブボックス下に後付けで取り付けられたつり下げ型で、長時間使用すると霜が凍り付いたりし、快適とはほど遠かった。また、ディーゼル特有の始動時の予熱の必要性、騒音の大きさなどにより、乗用車としての使い勝手は決してよくなかった。